# Tore Sjöstrand
Tore Ingemar Sjöstrand (31 juli 1921 Danmark ved Uppsala-26 januar 2011 i Växjö) var en svensk løber. Han var medlem af Uppsala IF, Bellevue i Stockholm og IFK Växjö. 
Sjöstrand vandt bronzemedaljen på 3000 meter forhindring ved EM i Oslo 1946. To år senere ved OL i London, vandt han 3000 meter forhindring på tiden 9,04,6 med landsmænden Erik Elmsäter og Göte Hagström på anden og tredje plads. Han vandt to svenske mesterskaber; 1947 og 1948. Han sluttede karrieren efter en 8. plads ved EM i Bryssel 1950.